# 13 Vulpeculae
13 Vulpeculae (13 Vul) é uma estrela na constelação de Vulpecula.